# Râul Seaca, Olt
Râul Seaca sau Pârâul Sec este un curs de apă, afluent al râului Olt. 